# Larry Tucker
Pour les articles homonymes, voir Tucker.
Larry Tucker est un acteur, un scénariste et un producteur de cinéma et de télévision américain né le 23 juin 1934 à Philadelphie (Pennsylvanie) et mort le 1er avril 2001 à Los Angeles (Californie).

## Biographie
Larry Tucker commence à écrire des sketches pour Mort Sahl, puis dès le début des années 1960, il travaille pour la télévision pour le Danny Kaye Show ou la série télévisée The Monkees,,
Parallèlement, il commence une carrière d'acteur, notamment dans le film de Samuel Fuller Shock Corridor (1963). Il devient aussi producteur, notamment pour des films de Paul Mazursky,.

## Filmographie

### acteur

#### cinéma
- 1961 : Baby Boy Frankie de Allen Baron: Big Ralph
- 1962 : Tempête à Washington de Otto Preminger : Manuel
- 1963 : Shock Corridor de Samuel Fuller : Pagliacci
- 1968 : Le Baiser papillon de Hy Averback : l'auto-stoppeur
- 1969 : Bob et Carole et Ted et Alice de Paul Mazursky : l'homme barbu marchant devant l'hôtel
- 1971 : Angels Hard as They Come de Joe Viola: Lucifer

#### télévision
- 1962 : Route 66 (épisode There I Am - There I Always Am ) : le barman jouant au flipper
- 1966 : Love on a Rooftop (épisode The Fifty Dollar Misunderstanding)
- 1966 : The Monkees (épisode Here Come the Monkees) : Dr. Lionel B. Turner

### scénariste

#### cinéma
- 1968 : Le Baiser papillon de Hy Averback
- 1969 : Bob et Carole et Ted et Alice de Paul Mazursky
- 1970 : Alex in Wonderland de Paul Mazursky

#### télévision
- 1963-1966 : The Danny Kaye Show (2 épisodes)
- 1966 : The Monkees (1 épisode)
- 1973 : Bob & Carol & Ted & Alice (12 épisodes)
- 1980 : Alone at Last
- 1980 : Ethel Is an Elephant
- 1981 : Pals
- 1981-1982 : Monsieur Merlin (20 épisodes)
- 1983 : Teachers Only (2 épisodes)
- 1983-1984 : Jennifer Slept Here (2 épisodes)
- 1985-1986 : Stir Crazy (9 épisodes)

### producteur

#### cinéma
- 1968 : Le Baiser papillon de Hy Averback
- 1969 : Bob et Carole et Ted et Alice de Paul Mazursky
- 1970 : Alex in Wonderland de Paul Mazursky

#### télévision
- 1980 : Alone at Last
- 1980 : Ethel Is an Elephant
- 1981 : Pals
- 1981-1982 : Monsieur Merlin (17 épisodes)
- 1982 : Teachers Only
- 1983-1984 : Jennifer Slept Here (13 épisodes)

## Nominations
- Golden Globes 1964 : Nomination pour le Golden Globe de la révélation masculine de l'année pour son rôle de Pagliacci dans Shock Corridor de Samuel Fuller
- Oscars du cinéma 1970 : Nomination pour l'Oscar du meilleur scénario original (Bob et Carole et Ted et Alice)
- BAFTA 1971 : Nomination pour le BAFA du meilleur scénario (Bob et Carole et Ted et Alice)